# ORS-5
ORS-5 oder ORS 5 oder SensorSat (aus englisch Operationally Responsive Space-5) ist ein militärischer Aufklärungssatellit der USA, der für das Operationally-Responsive-Space-Programm entwickelt wurde.
Er wurde am 26. August 2017 um 6:04 UTC mit einer Minotaur-IV-Trägerrakete vom Raketenstartplatz Cape Canaveral Air Force Station in eine etwa 600 km hohe Umlaufbahn gebracht.
Der Satellit ist mit einem Geometry Optimized Space Telescope (GeOST) Teleskop ausgerüstet und soll geostationäre Satelliten und Weltraumschrott im Orbit überwachen. Damit übernimmt er die Aufgaben des Space Based Space Surveillance (SBSS) Satelliten (USA-216) bis dessen Nachfolger gestartet wird. Er wurde vom Lincoln Laboratory des Massachusetts Institute of Technology gebaut und besitzt eine geplante Lebensdauer von mindestens drei Jahren.